# Адамс, Том
Джон Майкл Джеффри Маннингэм Адамс (англ. Jon Michael Geoffrey Manningham Adams), более известен как Том Адамс (англ. Tom Adams, 24 сентября 1931 — 11 марта 1985) — барбадосский политик и государственный деятель, второй премьер-министр независимого Барбадоса в 1976-1985 годах. Лидер Барбадосской лейбористской партии. Проводил правый политический курс, сотрудничал с американской администрацией Рональда Рейгана. Был одним из организаторов интервенции на Гренаду в 1983 году.

## Происхождение и образование
Родился в семье премьер-министра Федерации Вест-Индии и Барбадоса Грэнтли Герберта Адамса. Получил философско-политологическое и экономическое образование в Харрисон-колледже на Барбадосе и в Магдален-колледже Оксфордского университета. В 1959 году стал юристом в Лондоне, также работал журналистом.
Вернувшись на остров, присоединился к Лейбористской партии (БЛП), основанной и возглавлявшейся его отцом. Работал журналистом. После смерти отца возглавил БЛП.

## Во главе правительства

### Лейборист-рейганист
БЛП одержала победу на парламентских выборах 1976 года. Том Адамс сменил Эррола Бэрроу на посту премьер-министра и стал вторым главой правительства независимого Барбадоса. Занимал также пост министра финансов. Рыночная экономическая политика его правительства оказалась эффективной, на выборах 1981 года электоральный успех был закреплён. Количество голосов, поданных за БЛП, заметно возросло.
Правительство ориентировалось на тесное сотрудничество с консервативными силами англосаксонского мира, прежде всего британским правительством Маргарет Тэтчер и американской администрацией Рональда Рейгана. Адамс выступал за военно-политическую интеграцию восточнокарибских островных государств на антикоммунистической основе. Предлагал создание в рамках Организации восточнокарибских государств объединённых вооружённых сил.
Вместе с премьер-министром Ямайки Эдвардом Сэагой и премьер-министром Доминики Юджинией Чарлз формировал проамериканскую ось в восточнокарибском регионе.

### Роль в гренадских событиях
Правительство Тома Адамса крайне враждебно восприняло приход к власти на Гренаде марксистской партии Мориса Бишопа Новое движение ДЖУЭЛ. Политэмигранты во главе с Фрэнсисом Алексисом организовали Демократическое движение Гренады именно на Барбадосе.
В октябре 1983 года Том Адамс активно поддержал вторжение США на Гренаду. Он выступил одним из инициаторов интервенции и предоставил территорию Барбадоса под перевалочный пункт американских войск. На Гренаду был направлен и барбадосский контингент, действия которого отличались особой жёсткостью. Однозначно взяв сторону Рейгана, Адамс таким образом пошёл на осложнения отношений с Тэтчер, которая была недовольна односторонними действиям США в стране, принадлежащей к Британскому Содружеству. По этой причине осложнились отношения также с Канадой и Тринидадом и Тобаго.

## Кончина на посту
Том Адамс скончался в своей резиденции от инфаркта в возрасте 53 лет. Он стал одним из трёх барбадосских премьер-министров — наряду с Эрролом Бэрроу (1987) и Дэвидом Томпсоном (2010), умерших на посту.
Центральный банк Барбадоса назван Финансовым центром имени Тома Адамса.
Был женат, имел двух сыновей.